# Fernando Trueba
Fernando Trueba, född 18 januari 1955 i Madrid i Spanien, är en spansk filmregissör.
Fernando Trueba började som filmkritiker. Hans första regisserade film var Opera prima 1980. Han fick sitt genombrott med Belle époque 1992, vilken har fått internationella pris, bland andra en Oscar för bästa utländska film 1993.
Fernando Trueba har gjort filmer med och om jazzpianisten Bebo Valdés med början med Calle 54 år 2000, och även utgett flera musikalbum med dennes musik.

## Filmografi i urval
- 1980: Ópera prima
- 1986: El año de las luces
- 1989: La mujer de tu vida: La mujer inesperada
- 1989: El sueño del mono loco
- 1992: Belle Époque
- 1995: Two Much
- 1998: La niña de tus ojos
- 2000: Calle 54, dokumentärfilm om latinamerikansk jazz, med bland andra Bebo Valdés
- 2002: El embrujo de Shanghai
- 2003: Blanco y negro
- 2004: El milagro de Candeal
- 2009: El baile de la victoria
- 2010: Chico y Rita, animerad film, löst baserad på Bebo Valdés liv
- 2012: El artista y la modelo